# Атлантическая полосатая акула
Атлантическая полосатая акула, или жёлтополосая акула (лат. Paragaleus pectoralis) — распространённый вид хрящевых рыб семейства большеглазых акул отряда кархаринообразных. Обитает в Атлантическом океане. Размножается плацентарным живорождением. Максимальная зафиксированная длина 140 см. Окраска светло серая или бронзовая с жёлтыми полосами. Мясо этих акул употребляют в пищу. Имеет среднее коммерческое значение.

## Таксономия
Вид впервые описан в 1906 году. Голотип представляет собой неполовозрелую самку длиной 65,1 см, пойманную у побережья Массачусетса.

## Ареал
Атлантические полосатые акулы обитают в восточной части Атлантического океана у островов Зелёного мыса и вдоль побережья от Мавритании до Анголы. Возможно, на севере их ареал доходит до Марокко, а на юге до Намибии

## Описание
У атлантических полосатых акул стройное, веретенообразное тело и закруглённое, довольно вытянутое рыло. Крупные овальные глаза вытянуты по горизонтали и оснащены мигательными мембранами. Позади глаз имеются брызгальца. Жаберные щели средней длины, 1,3 раза превышают длину глаза. Короткий рот изогнут в виде арки. По углам рта имеются губные борозды. Верхние зубы имеют дистальное остриё без зазубрин. Нижние центральные зубы оснащены длинным и тонким центральным остриём, зазубрины по краям отсутствуют. Боковые нижние зубы зазубрены. Плавники имеют серповидную форму. Первый спинной плавник довольно крупный, его основание лежит между основаниями грудных и брюшных плавников. Высота второго спинного плавника составляет 2/3 от высоты первого спинного плавника. Задняя половина его основания расположена над основанием анального плавника. Анальный плавник существенно меньше обоих спинных плавников. У верхнего кончика хвостового плавника имеется вентральная выемка. Перед хвостовым плавником на хвостовом стебле имеется выемка в виде полумесяца. Окрас от светло-серого до бронзового цвета с жёлтыми полосами. В хвостовом отделе 63—73 позвонков, общее число позвонков колеблется от 135 до 149.

## Биология
Эти распространённые акулы размножаются плацентарным живорождением. Кроме того, эмбрион питается желтком. Длина новорожденных около 47 см. В помёте бывает от 1 до 4 новорожденных (в среднем 2). Максимальный зафиксированный размер составляет 138 см. Самцы и самки достигают половой зрелости при длине 80 см и 75—90 см, соответственно. В среднем размер самцов и самок колеблется от 75 до 90 см и от 83 до 117 см, соответственно. У берегов Сенегала роды происходят в мае и июне.
Атлантические полосатые акулы питаются в основном головоногими, включая кальмаров и осьминогов. Иногда они охотятся на мелких костистых рыб, таких как сардины и камбалы.
На этих акулах паразитируют веслоногие ракообразные Lernaeopoda musteli

## Взаимодействие с человеком
Вид не представляет опасности для человека. Этих акул ловят кустарным способом, кроме того, они являются объектом коммерческого промысла малого рыболовного флота. Их добывают с помощью донных жаберных сетей, ярусов и на крючок. Мясо употребляют в пищу в свежем и солёном виде, из отходов вырабатывают рыбную муку. Для удвоения численности популяции требуется не менее 14 лет. Медленный жизненный цикл делает популяцию чувствительной к перелову. Данных для оценки статуса сохранности вида недостаточно.